# Der Prinz und der Bettelknabe

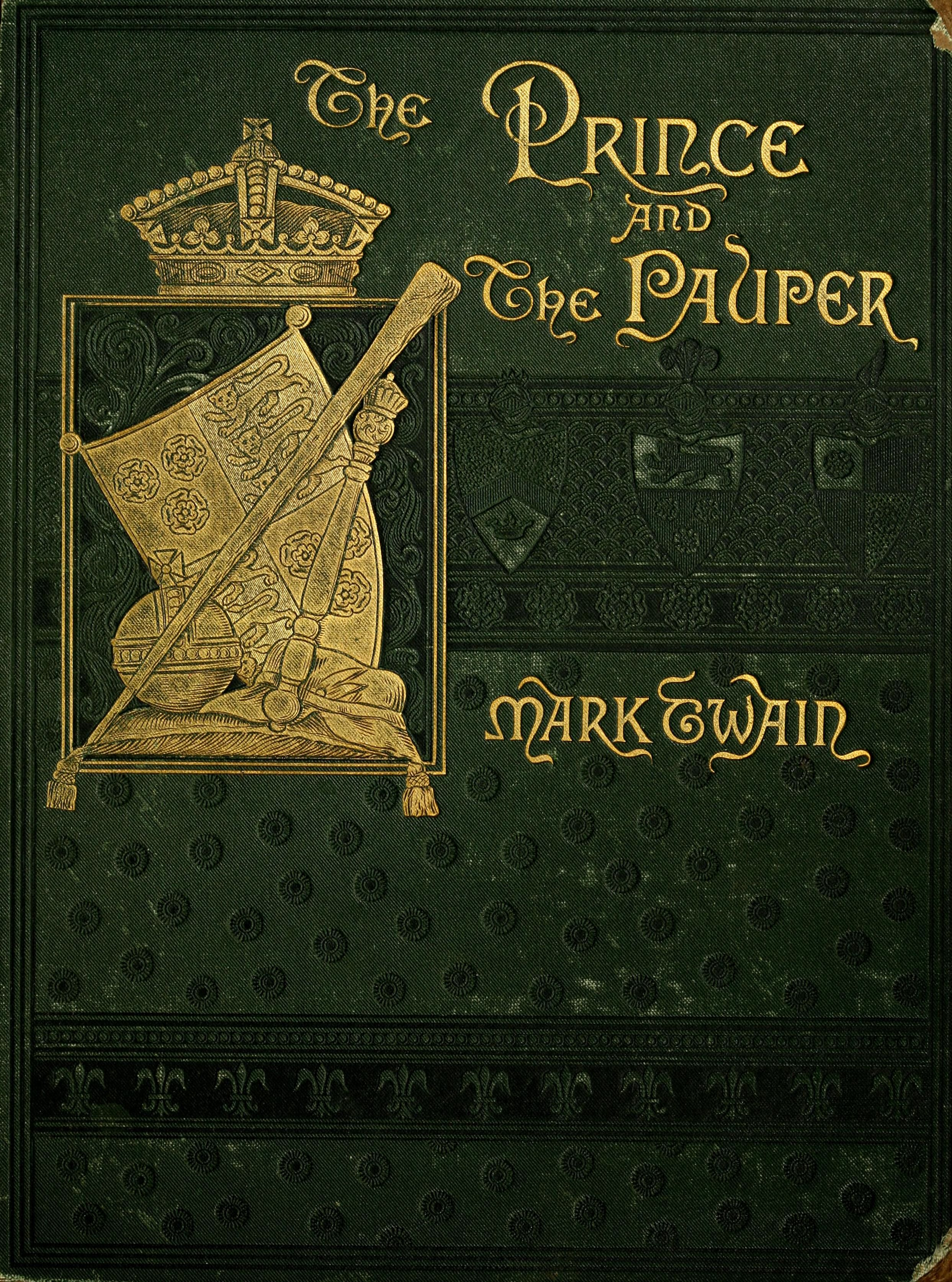
Buchdeckel der US-amerikanischen Erstausgabe, 1881.

Der Prinz und der Bettelknabe (englisch The Prince and the Pauper) ist ein historischer Roman von Mark Twain, den dieser 1881 schrieb. 1956 erschien die deutsche Erstausgabe. Die Geschichte spielt Mitte des 16. Jahrhunderts und handelt von zwei Jungen, die einander so ähnlich sehen wie eineiige Zwillinge, aber unter völlig unterschiedlichen Bedingungen aufwachsen: dem Bettelknaben Tom Canty und dem Sohn Heinrichs VIII., Prinz Edward. Das Buch ist Twains erster historischer Roman, auf den später unter anderem Ein Yankee am Hofe des Königs Artus folgte. In diesem Roman benutzt Twain einen für ihn ungewöhnlichen Stil, der an Charles Dickens erinnert.

## Handlung

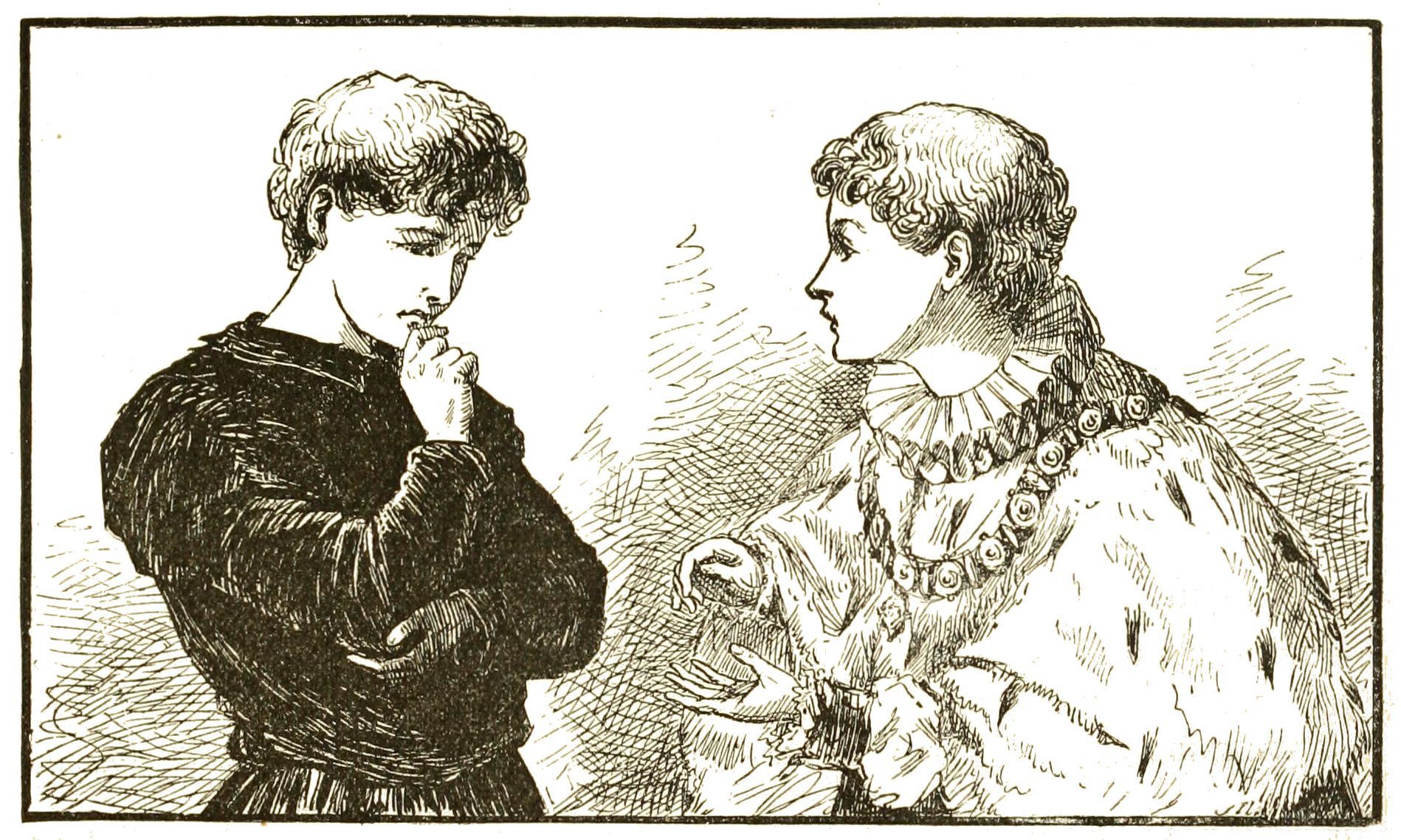
Tom Canty und Edward Tudor. Illustration aus der Erstausgabe, 1881

Tom Canty und Edward Tudor (Edward VI.) werden am selben Herbsttag im Jahr 1537 geboren. Über die Geburt des Prinzen freut sich das gesamte Königreich, doch Tom bedeutet nur eine zusätzliche Belastung für seine Familie.
In seiner Kindheit leidet Tom unter seinem brutalen, kriminellen Vater und träumt, inspiriert von den Büchern des aus dem Amt gejagten Geistlichen Andrew, der ihm auch Lesen, Schreiben und etwas Latein beibringt, davon, ein Prinz zu sein. Eines Tages gerät er durch Zufall vor die Tore des Palace of Westminster und erblickt hinter den Gittern den Thronfolger. Als er von einem Wachsoldaten grob behandelt wird, wird Edward aufmerksam und lässt den Knaben in den Palast kommen.
Als die beiden aus Spaß die Kleider getauscht haben, wird der Prinz für den armen Tom gehalten und aus dem Schloss gejagt. Der Bettelknabe wird für den Thronfolger gehalten, obwohl er immer wieder beteuert, ein Bettler zu sein. Doch diese Behauptungen bringen nur die Meinung im Umlauf, dass der Prinz nicht bei klarem Verstand sei. Als Edwards Vater, der König, nach langer Krankheit stirbt, wird Tom auf seine Krönung vorbereitet.
Der Prinz, der für einen Bettlerjungen gehalten wird, lernt draußen unterdessen auf seinen Wegen durch sein Reich zum ersten Mal die harsche Realität des Lebens des gewöhnlichen Volkes kennen, das unter schwersten Bedingungen sein Dasein fristen muss. Insbesondere das Rechtswesen mit unzureichenden Untersuchungen und grausamen Strafen erkennt er als verbesserungsbedürftig.
Er lernt auch den ehemaligen Soldaten Miles Hendon kennen, der ihm immer wieder behilflich ist. Denn auch Edward, der immer wieder äußert, er sei der Thronfolger – bzw. nach Heinrichs VIII. Tod der König –, wird für verrückt gehalten und von seiner kriminellen Umgebung entsprechend grob behandelt. Hendon glaubt ihm zwar nicht, spielt aber mit und versucht ihn entsprechend zu behandeln. Er möchte ihn in seine Heimat Hendon Hall mitnehmen und hofft, dass er dort von seinem Wahn geheilt werde. Hendon hat dort mit seinem Vater, seinen Brüdern Arthur und Hugh sowie seiner Angebeteten Edith gelebt, hat aber in den vergangenen zehn Jahren, in denen er zunächst verbannt und dann in Gefangenschaft war, keine Nachrichten mehr von dort erhalten. Als die beiden in Hendon Hall eintreffen, erfährt Miles Hendon, dass sowohl sein Vater als auch sein Bruder Arthur seit Jahren tot sind und Edith mit Hugh verheiratet ist. Von der einstigen Dienerschaft sind nur fünf Personen, die er als Erzgauner ansieht, noch in Hendon Hall beschäftigt. Alle behaupten, in dem abgerissenen ehemaligen Soldaten nicht Miles Hendon wiederzuerkennen, dessen Tod schon vor Jahren brieflich in Hendon Hall gemeldet worden sein soll. In einem unbeobachteten Moment beschwört Edith, die offenbar völlig verängstigt ist, Miles Hendon zu fliehen. Dieser greift aber in Rage seinen Bruder auf, der ihn daraufhin als Betrüger festnehmen lässt. Zusammen mit Edward wird er ins Gefängnis gesperrt. Hier sieht der Prinz erneut, welches Leid den Menschen hier angetan wird und dass dies sein Vater zu verantworten hat. Nach einiger Zeit und der Bestrafung Miles’ kommen sie wieder frei, worauf sie zurück nach London ziehen.
In London ist der Tag der Krönung gekommen. Mitten in die Zeremonie platzt Edward hinein, gibt sich zu erkennen und erhebt Anspruch auf die Krone, was von Tom sogleich bestätigt wird. Mit Hilfe von Tom kann Edward schließlich beweisen, dass er der wahre König ist, und wird gekrönt. Tom Canty erhält einen privilegierten Titel bis an sein Lebensende, der ihn sowie seine Mutter und Schwestern komfortabel leben lässt. Toms Vater bleibt verschwunden. Hugh Hendon verlässt das Land; nach der Nachricht von seinem Tod sind Miles Hendon, nun Earl of Kent, und seine Liebste frei zu heiraten. Edwards milde Herrschaft ist durch seine Erfahrungen mit den Problemen des Volkes geprägt, währt jedoch nur kurz, da er in jungen Jahren verstirbt.

## Deutung
Der Roman spielt mit dem klassischen Verwechslungsmotiv: Aus der Verwechslung des Prinzen mit dem Bettelknaben folgt hier der Aufstieg bzw. Abstieg in eine andere soziale Schicht, verbunden mit den damit einhergehenden Verwirrungen, aber auch der Verwunderung über die Lebensweise des jeweils anderen. Beide Charaktere gelangen zu einem besseren Verständnis der anderen Person und ihres Umfelds.
Das Verwechslungsmotiv findet sich ebenfalls in:
- Kleider machen Leute von Gottfried Keller (Schneider – Graf)
- Der Revisor von Nikolai Wassiljewitsch Gogol (Beamter – Revisor)
- Der falsche Nero von Lion Feuchtwanger (Töpfer – Kaiser)

## Filme
Der Stoff wurde mehrfach verfilmt, etwa mit Der Prinz und der Bettelknabe mit Errol Flynn (Miles), den Mauch-Zwillingen (Edward und Tom) und Claude Rains (Earl von Hereford) im Jahre 1937. Der Film kam anlässlich der Krönung Georgs VI. in die britischen Kinos. Im Jahr 1920 entstand der österreichische Stummfilm Prinz und Bettelknabe von Alexander Korda.
Es gab im Jahr 1972 in der DDR den zweiteiligen tschechischen Schwarz-Weiß-Film „Der Prinz und der Bettelknabe“ zu sehen. Eine weitere Verfilmung erfolgte als „Der Prinz und der Bettler“ im Jahre 1977 unter der Regie von Richard Fleischer mit Oliver Reed und Raquel Welch. Eine Verfilmung aus dem Jahr 2000 mit Jonathan und Robert Timmins sowie Aidan Quinn und Jonathan Hyde wurde für das TV produziert.
Im Jahr 1990 entstand ein Kurzfilm mit Mickey Mouse als Doppelgänger in beiden Rollen mit u. a. Goofy und Kater Karlo. Auch Dylan und Cole Sprouse spielten 2007 in einer Neufassung im Film „Plötzlich Star – Eine moderne Mark Twain-Geschichte“ mit. Im Original heißt der Film allerdings korrekt „The Prince and the Pauper“. In der Zeichentrickserie „Graf Duckula“ gibt es die Episode „Graf und Bettelmann“, die frei auf dieser Geschichte basiert. Im Jahr 2004 erschien „Barbie als die Prinzessin und das Dorfmädchen“, welches dem Original sehr stark nachempfunden ist. 2013 erschien zudem noch der „Barbie“-Film „Die Prinzessin und der Popstar“, der eine moderne Version dieser Geschichte erzählt.